# Day Day Up
Day Day Up (chino simplificado: 天天向上, pinyin: Tian Tian Xiang Shang, lit. "Day Day Up"), es un espectáculo de variedades de China transmitido desde el 4 de agosto de 2008 hasta ahora a través de Hunan Broadcasting System (HBS).

## Formato
El programa de entrevistas es diseñado para desempeñar un papel activo en la transmisión de los valores chinos tradicionales a los espectadores, y así promover la cultura y armonía en la sociedad china, con la ayuda de los presentadores y sus invitados, que incluyen actores, cantantes y deportistas. 
El título del programa "Tiantian Xiangshang" (天天向上) proviene del viejo proverbio chino estudia bien y escala más alto cada día (chino: 好好学习，天天向上; pinyin: Haohao Xuexi, Tiantian Xiangshang).

## Miembros

### Miembros actuales
| Artista               | Ocupación                  | N.º de episodios | Duración        |
| --------------------- | -------------------------- | ---------------- | --------------- |
| Wang Han              | Presentador                | -                | 2008 - presente |
| Wowkie Zhang (大张伟) | Cantante                   | -                | 2016 - presente |
| Wang Yibo             | Cantante / Actor /Bailarín | -                | 2016 - presente |

### Antiguos miembros
| Artista                        | Ocupación                         | N.º de episodios | Duración                |
| ------------------------------ | --------------------------------- | ---------------- | ----------------------- |
| Qian Feng (钱枫)               | Actor                             | -                | 2008 - 2021             |
| Gao Tianhe (Neil Gao / 高天鹤) | -                                 | -                | 2019 - 2020             |
| Yu Haoming                     | Cantante                          | -                | 2008 - 2010, 2015, 2018 |
| Jin Ensheng / Xiao Wu (金恩聖) | Cantante / Miembro de Top Combine | -                | 2009 - 2016, 2018       |
| Tian Yuan (田源)               | -                                 | -                | 2008 - 2016, 2018       |
| Koji Yano                      | Actor                             | -                | 2008 - 2012, 2018       |
| Ou Han-Sheng (Eddy Ou / Ou Di) | Actor                             | -                | 2008 - 2016             |
| Chen Ying Jun (陳英俊)         | -                                 | -                | 2008                    |
| Dong Baker (董贝克)            | -                                 | -                | 2008                    |

### Artistas invitados
| Nombre                       | Ocupación                                 | N.º de episodios | Duración               |
| ---------------------------- | ----------------------------------------- | ---------------- | ---------------------- |
| Dilraba Dilmurat             | Actriz                                    | 2                | 2015, 2020             |
| Huang Jingyu                 | Actor                                     | 1                | 2020                   |
| Hu Bing                      | Actor                                     | 1                | 2020                   |
| Han Xue                      | Cantante                                  | 1                | 2020                   |
| Shen Mengchen                | Actriz                                    | 1                | 2020                   |
| Wang Ou                      | Actriz                                    | 1                | 2020                   |
| Li Qin                       | Actriz                                    | 2                | 2019, 2020             |
| Yang Di (杨迪)               | Actor                                     | 3                | 2019, 2020             |
| Du Jiang                     | Actor                                     | 1                | 2019                   |
| Zhang Hanyu                  | Actor                                     | 1                | 2019                   |
| Yuan Quan                    | Actriz                                    | 1                | 2019                   |
| Sun Yang                     | Nadador                                   | 3                | 2015, 2018, 2019       |
| Li Landi                     | Actriz                                    | 1                | 2019                   |
| Justin Huang                 | Cantante / Miembro de Nine Percent y NEX7 | 2                | 2019                   |
| Bi Wenjun                    | Cantante / Miembro de NEX7                | 1                | 2019                   |
| Hu Yitian                    | Actor                                     | 1                | 2019                   |
| Joe Cheng                    | Actor                                     | 1                | 2019                   |
| Meng Meiqi                   | Cantante / Miembro de Rocket Girls 101    | 1                | 2019                   |
| Duan Aojuan                  | Cantante / Miembro de Rocket Girls 101    | 1                | 2019                   |
| Guo Ying (Yamy)              | Cantante / Miembro de Rocket Girls 101    | 1                | 2019                   |
| Xu Mengjie                   | Cantante / Miembro de Rocket Girls 101    | 1                | 2019                   |
| Jam Hsiao                    | Cantante                                  | 1                | 2019                   |
| Xiao Zhan                    | Actor / Miembro de X-NINE                 | 2                | 2017, 2019             |
| Bu Fan (Katto)               | Rapero / Miembro de ONER                  | 2                | 2019                   |
| Mu Zi Yang (KWIN)            | Cantante / Miembro de ONER                | 2                | 2019                   |
| Ling Chao (Didi)             | Cantante / Miembro de ONER                | 2                | 2019                   |
| Yue Ming Hui (PinkRay)       | Cantante / Miembro de ONER                | 2                | 2019                   |
| Ma Xueyang (馬雪陽)          | Cantante / Miembro de Top Combine         | 1                | 2019                   |
| Zhang Yuan (张远)            | Cantante / Miembro de Top Combine         | 1                | 2019                   |
| WayV                         | Grupo Musical                             | 1                | 2019                   |
| SNH48                        | Grupo Musical                             | 1                | 2019                   |
| Nie Yuan                     | Actor                                     | 1                | 2019                   |
| Philip Lau (Wu Yi)           | Cantante                                  | 1                | 2019                   |
| Minghao                      | Cantante / Miembro de Seventeen           | 1                | 2019                   |
| Zhou Zhennan (周震南)        | Concursante de Produce Camp 2019          | 1                | 2019                   |
| Xia Zhiguang (夏之光)        | Concursante de Produce Camp 2019          | 1                | 2019                   |
| Yao Chen (姚琛)              | Concursante de Produce Camp 2019          | 1                | 2019                   |
| Zhao Rang (趙讓)             | Concursante de Produce Camp 2019          | 1                | 2019                   |
| He Luoluo (何洛洛)           | Concursante de Produce Camp 2019          | 1                | 2019                   |
| Zhao Zhenghao (趙政豪)       | Concursante de Produce Camp 2019          | 1                | 2019                   |
| Zhang Yanqi (張顏齊)         | Concursante de Produce Camp 2019          | 1                | 2019                   |
| Xu Weizhou                   | Actor                                     | 1                | 2019                   |
| Cecilia Cheung               | Actriz                                    | 1                | 2019                   |
| Chen Xingxu                  | Actor                                     | 1                | 2019                   |
| Peng Xiaoran                 | Actriz                                    | 1                | 2019                   |
| Qian Zhenghao (钱正昊)       | Cantante                                  | 1                | 2019                   |
| You Zhangjing                | Cantante / Miembro de Nine Percent        | 2                | 2019                   |
| Wang Linkai                  | Rapero / Miembro de Nine Percent          | 2                | 2019                   |
| Lin Yanjun                   | Cantante / Miembro de Nine Percent        | 2                | 2019                   |
| Mike Angelo                  | Actor / Cantante                          | 1                | 2019                   |
| Jasper Liu                   | Actor                                     | 1                | 2019                   |
| Sunnee                       | Cantante / Miembro de Rocket Girls 101    | 1                | 2019                   |
| Zhang Xuan Rui (Derek Chang) | Actor                                     | 1                | 2019                   |
| Zhang Minghao                | Cantante / Miembro de YHBOYS              | 1                | 2019                   |
| Cheng Xiao                   | Cantante                                  | 3                | 2018                   |
| Julius Liu (劉維)            | Actor                                     | 1                | 2018                   |
| Mao Xiaotong                 | Actriz                                    | 1                | 2018                   |
| Zhou Yixuan                  | Rapero / Miembro de Uniq                  | 3                | 2015, 2016, 2018       |
| Li Wenhan                    | Cantante / Miembro de Uniq y UNINE        | 2                | 2015, 2018             |
| Peng Yu-chang                | Actor                                     | 2                | 2016, 2018             |
| Cai Xukun                    | Cantante / Miembro de Nine Percent        | 1                | 2018                   |
| Dylan Wang                   | Actor                                     | 2                | 2018                   |
| Caesar Wu                    | Actor                                     | 2                | 2018                   |
| Darren Chen                  | Actor                                     | 2                | 2018                   |
| Shen Yue                     | Actriz                                    | 1                | 2018                   |
| Connor Leong                 | Actor                                     | 1                | 2018                   |
| Wang Ziyi                    | Cantante / Miembro de Nine Percent        | 1                | 2018                   |
| Li Zixuan                    | Cantante / Miembro de Diamond Girls       | 1                | 2018                   |
| Show Luo                     | Cantante                                  | 1                | 2018                   |
| C.T.O.                       | Grupo Musical                             | 1                | 2018                   |
| Tengger (腾格尔)             | Cantante                                  | 1                | 2018                   |
| Sun Yihan                    | Actriz                                    | 1                | 2018                   |
| Kyulkyung (Zhou Jieqiong)    | Cantante                                  | 2                | 2018, 2019             |
| Zhang Zifeng                 | Actriz                                    | 1                | 2018                   |
| Gina Jin                     | Actriz                                    | 1                | 2018                   |
| Phoenix Legend               | Dúo Musical                               | 1                | 2018                   |
| Kenji Wu                     | Cantautor                                 | 1                | 2018                   |
| Huang Tingting               | Cantante / Miembro de SNH48               | 1                | 2018                   |
| Zhang Lanxin                 | Actriz                                    | 2                | 2017, 2019             |
| Guan Xiaotong                | Actriz                                    | 2                | 2017, 2018             |
| Zhang Yixing (Lay)           | Cantante                                  | 2                | 2016, 2018             |
| Alan Walker                  | DJ                                        | 1                | 2018                   |
| Gu Jiacheng                  | Actor / Miembro de X-NINE                 | 1                | 2017                   |
| Li Chen                      | Actor                                     | 1                | 2017                   |
| Fan Bingbing                 | Actriz                                    | 1                | 2017                   |
| Sun Yi                       | Actriz                                    | 1                | 2017                   |
| Sun Yaoqi                    | Actriz                                    | 1                | 2017                   |
| Niu Junfeng                  | Actor                                     | 1                | 2017                   |
| Song Zu'er                   | Actriz                                    | 1                | 2017                   |
| Chen Yinfei (陈胤妃)         | Actriz                                    | 1                | 2017                   |
| Chen Yuqi                    | Actriz                                    | 1                | 2017                   |
| Ma Ke                        | Actor                                     | 3                | 2016, 2017             |
| Zhang Xueying                | Actriz                                    | 3                | 2015, 2016, 2017       |
| Song Weilong                 | Actor                                     | 1                | 2016                   |
| Zhang Yijie                  | Actor                                     | 6                | 2016                   |
| Kris Wu (Wu Yifan)           | Cantante / Actor                          | 2                | 2015, 2016             |
| Jessica Jung                 | Cantante                                  | 1                | 2016                   |
| Joseph Zeng                  | Actor                                     | 1                | 2016                   |
| Riley Wang                   | Actor                                     | 1                | 2016                   |
| Xu Hao (徐好)                | Actriz                                    | 1                | 2016                   |
| Zheng Kai                    | Actor                                     | 1                | 2016                   |
| Henry Lau                    | Cantante                                  | 1                | 2016                   |
| Win Win (Dong Sicheng)       | Cantante / Miembro de NCT                 | 1                | 2016                   |
| Emma Wu (Gui Gui)            | Cantante                                  | 1                | 2016                   |
| Feng Xiaogang                | Director de Cine                          | 1                | 2016                   |
| Liu Wen                      | Modelo                                    | 1                | 2016                   |
| Jolin Tsai                   | Cantante                                  | 1                | 2010, 2012, 2016       |
| Ma Long                      | Atleta de Tenis de Mesa                   | 1                | 2016                   |
| Liu Guoliang                 | Entrenador de Tenis de Mesa               | 1                | 2016                   |
| Zhang Liang                  | Modelo / Actor                            | 1                | 2016                   |
| Zhao Wei                     | Actriz                                    | 1                | 2016                   |
| Joe Chen                     | Actriz                                    | 1                | 2016                   |
| Ming Xi                      | Modelo                                    | 1                | 2016                   |
| Qin Lan                      | Actriz                                    | 1                | 2016                   |
| Oho Ou                       | Actor                                     | 7                | 2013, 2014, 2015, 2016 |
| Hua Chenyu                   | Cantante                                  | 5                | 2014, 2015, 2018       |
| Zhang Jingchu                | Actriz                                    | 2                | 2015, 2016             |
| Kim Sung-joo                 | Cantante / Miembro de Uniq                | 1                | 2015                   |
| Cho Seung-youn               | Cantante / Miembro de Uniq                | 1                | 2015                   |
| Liu Yifei                    | Actriz                                    | 1                | 2015                   |
| Song Seung-heon              | Actor                                     | 1                | 2015                   |
| He Jiong                     | Presentador                               | 1                | 2015                   |
| Wang Zulan                   | Actor                                     | 1                | 2015                   |
| Leanne Li                    | Actriz                                    | 1                | 2015                   |
| Song Ji-hyo                  | Actriz                                    | 1                | 2015                   |
| Gary                         | -                                         | 1                | 2015                   |
| Rain                         | Cantante                                  | 1                | 2015                   |
| Hyuna                        | Cantante                                  | 2                | 2015, 2016             |
| Wang Kai                     | Actor                                     | 1                | 2015                   |
| Wang Likun                   | Actriz                                    | 1                | 2015                   |
| Xu Jinglei                   | Actriz                                    | 1                | 2015                   |
| Re Yizha                     | Actriz                                    | 1                | 2015                   |
| Zhang Chao                   | Actor                                     | 1                | 2015                   |
| 4minute                      | Grupo Musical                             | 1                | 2015                   |
| Jin Dong (靳东)              | Actor                                     | 1                | 2015                   |
| Jiang Xin                    | Actriz                                    | 1                | 2015                   |
| Jackson Yee                  | Cantante / Miembro de TFBOYS              | 1                | 2014                   |
| Karry Wang                   | Cantante / Miembro de TFBOYS              | 1                | 2014                   |
| Roy Wang                     | Cantante / Miembro de TFBOYS              | 1                | 2014                   |
| Li Fei Er                    | Actriz                                    | 3                | 2014, 2015, 2016       |
| Song Jia                     | Actriz                                    | 1                | 2014                   |
| Liu Chang                    | Actor                                     | 2                | 2014, 2015             |
| Eva Cheng (程砚秋)           | Actriz                                    | 1                | 2014                   |
| Christy Chung                | Actriz                                    | 1                | 2014                   |
| T-ara                        | Grupo Musical                             | 1                | 2014                   |
| Orange Caramel               | Grupo Musical                             | 1                | 2014                   |
| Wang Yuelun                  | -                                         | 1                | 2013                   |
| Dong Zijian                  | -                                         | 2                | 2013                   |
| Yang Mi                      | Actriz                                    | 2                | 2013                   |
| Nicholas Tse                 | Cantante / Actor                          | 1                | 2012                   |
| Jung Il-woo                  | Actor                                     | 1                | 2012                   |
| Jacky Wu                     | Cantante                                  | 1                | 2012                   |
| Hu Ge                        | Actor                                     | 1                | 2012                   |
| Han Geng                     | Cantante                                  | 1                | 2012                   |
| Francis Ng                   | Actor                                     | 1                | 2012                   |
| Wilber Pan                   | Cantante                                  | 1                | 2012                   |
| Hacken Lee                   | Cantante                                  | 1                | 2012                   |
| Gulnazar                     | Actriz                                    | 2                | 2012, 2016             |
| Winnie Hsin                  | Cantante                                  | 1                | 2012                   |
| Leo Wu                       | Actor                                     | 3                | 2011, 2015, 2016       |
| Zhong Chenle                 | Cantante / Miembro de NCT                 | 1                | 2011                   |
| Ruby Lin                     | Actriz                                    | 1                | 2011                   |
| Jay Chou                     | Músico                                    | 1                | 2010                   |
| Huang Cancan                 | Actriz                                    | 1                | 2008                   |
| Luo Bin                      | -                                         | -                | -                      |
| Zhang Yangyang               | Cantante                                  | -                | -                      |
| He Jun Lin (贺峻霖)          | -                                         | -                | -                      |

## Episodios
Los episodios del programa son emitidos a través de Hunan TV todos los domingos de 22:00 a 23:50. Originalmente y durante casi una década los episodios fueron emitidos todos los viernes por la noche, antes de cambiar a su horario actual.

## Producción
El programa fue creado por Ouyang Changlin y es producida por Han Wang. También es conocido como "Slowly Improving".

### Recepción
El programa ha atraído una gran atención del público, en especial a jóvenes estudiantes debido a su humor, estilo y a los famosos invitados que aparecen en el programa. También ha sido elogiada por su manera relajada y humorística de presentar la cultura china.